# موریسن کراسرودز (آلاباما)
موریسن کراسرودز (به انگلیسی: Morrison Crossroads) شهرکی در شهرستان راندولف ایالت آلاباما است که مساحت آن ۱۳٫۶۴ کیلومترمربع است و در سرشماری سال ۲۰۱۰ میلادی، ۲۱۹ نفر جمعیت داشته و تراکم جمعیتی آن، ۱۶٫۰۶ در کیلومترمربع بوده است.